# Gantar
Gantar je priimek v Sloveniji, ki ga je po podatkih Statističnega urada Republike Slovenije na dan 1. januarja 2010 uporabljalo 690 oseb in je med vsemi priimki po pogostosti uporabe uvrščen na 342. mesto.

## Znani nosilci priimka
- Anton Gantar (* 1948), kemijski tehnolog, usnjarski strokovnjak, gospodarstvenik
- Blaž Gantar (* 1977), pevec tenorist
- Bojan Gantar (* 1971), menedžer, predsednik uprave Hidria
- Damjan Gantar, dr. prava, sodnik na Upravnem sodišču
- Damjana Gantar, krajinska arhitektka, dr.
- Darja Gantar (u. 1990), kemičarka
- Domen Gantar, pozavnist
- Drago Gantar (1919—1989), gospodarstvenik, kulturni in športni delavec (Trst)
- Evgen Gantar (* 1959), pesnik
- Gašper Gantar (* 1971), strojnik, dekan Visoke šole za proizvodno inženirstvo v Celju
- Irena Gantar Godina (*1950), zgodovinarka
- Ivan (Jan) Gantar (1843 - ?), šolnik
- Ivan (Janez) Gantar (1921—1987), montanist, tehnični direktor Idrijskega rudnika, publicist, jamar?
- Jan Gantar, šahist
- Jernej Gantar, trobentač
- Jošt Gantar, fotograf, galerist
- Jure Gantar (* 1964), dramaturg, teatrolog, prof. v Halifaxu (Kanada)
- Kajetan Gantar (star.) (1901—65), slavist, šolnik, publicist
- Kajetan Gantar (1930—2022), klasični filolog, literarni zgodovinar, prevajalec, akademik
- Maruša Gantar, umetnostna zgodovinarka
- Matjaž Gantar (1963—2018), poslovnež, finančnik, kolekcionar, glasbenik
- Nina Gantar, smučarka
- Pavel Gantar (1923—1989), pravnik, politik, bančnik
- Pavel Gantar (* 1949), sociolog, publicist in politik
- Polona (Apolonija) Gantar (* 1968), jezikoslovka leksikologinja
- Polona Gantar (* 1972), orglavka, orgelska pedagoginja
- Roža Gantar (* 1937), pesnica
- Sašo Gantar (* 1959), slikar
- Sebastjan Gantar, jamski potapljač
- Tomaž Gantar (* 1960), zdravnik kirurg in politik
- Vojko Gantar - Gašo, vojaški pilot, podpolkovnik letalstva JLA